# Мрежово оборудване
Мрежовото оборудване в компютърните мрежи осигурява ефективното им функциониране. То включва електронните устройства, необходими за комуникация и взаимодействие и по-конкретно, предаване на данни по мрежата. Мрежовият компонент, който генерира или получава данните, се нарича хост, крайна точка или терминал за данни. Други мрежови компоненти са модеми), (мрежови адаптери), маршрутизатори, мостове, шлюзове. Мрежовите протоколи позволяват да се съединят няколко мрежи или мрежови сегменти.
Компютрите, които работят в локалната мрежа се наричат работни станции. Всяка от тях има собствен адрес. Свързват се към локалната мрежа чрез мрежови адаптери. Предназначението на адаптерите е да обработват комуникационните задачи, без да ангажират процесора и оперативната памет на компютъра. Възможно е в една мрежа да се обединяват компютри от различен клас и производител. Всички компютърни устройства в мрежата се наричат възли. Когато мрежата работи може да се види списъка от компютрите, включени в нея, като се използва програмата Windows Explorer (за операционна система Windows 10). Когато трябва да се свържат повече компютри в мрежата се използват концентратори (хъбове). Чрез тях си уплътнява предаването на сигнали по линиите за връзка.
Компютър, който осигурява достъп до общите ресурси, управлява мрежата и изпълнява заявки едновременно на няколко потребителя, се нарича сървър. Сървърът има определени сервизни функции, като: управление на комуникациите, получаване и поддръжка на пощата, обслужване на файловите системи на работните станции и т.н. Според вида на изпълняваните задачи сървърите могат да се диференцират на: комуникационни, пощенски, файлови и др. Върху тях може да се извършва обработка на данни, което се определя от избраната организация на работа.
Мостовете са устройства за връзка, предназначени за съединяване на мрежи, използващи различни физически среди, например с оптичен кабел и коаксиален кабел. Те също анализират, филтрират и насочват съобщения със стремеж да се намали натоварването на сегментите, в които са включени.
Устройството, управляващо предаването на информация между свързани мрежи, като избира маршрут и решава дали да се пропуснат определени данни, се нарича маршрутизатор. Това е устройство, което позволява на две мрежи да обменят информация като поддържат за това само необходимия трафик. Когато един пакет пристигне на входна линия на даден маршрутизатор, той трябва да избере на коя изходна линия да предаде този пакет. За целта се използват маршрутизиращи алгоритми.
Шлюзовете са преобразуватели за мрежови протоколи, които дават възможност на потребителите на различни среди да обменят информация. Това са най-сложните устройства за междумрежова връзка, които се натоварват с адресирането на информацията.